# Lista de personagens de Yakusoku no Neverland
Esta é uma lista das personagens da série de manga Yakusoku no Neverland.

## Conceção e criação
O autor, Kaiu Shirai queria criar personagens "animadas e esperançosas" para ecoar os heróis das séries de Weekly Shōnen Jump. Ele disse que Emma é o epítome da atitude positiva, Norman o pilar do grupo e Ray tem uma personalidade oposta e mais escura. Originalmente, Emma era uma personagem menos decisiva e ativa, Norman tinha um humor mais "leve", e Ray era "mais extremo", mas Shirai e o editor da série, Suguru Sugita, decidiram ajustar as características e personalidades das personagens, algo que, segundo Sugita, continuou consoante a série progredia. Sugita pensou que um manga shonen com uma personagem principal feminina não seria popular o suficiente para ser serializado e sugeriu a Shirai que mudasse a configuração da personagem, fazendo uma versão onde Emma era um rapaz, mas não resultou. Sugita considerou mais tarde que desde que os filmes do Studio Ghibli, que apresentam protagonistas femininas e uma personagem masculina que a apoia, são vastamente populares pelo mundo, eles pensaram que ter uma personagem principal feminina não seria um problema. Segundo Shirai, a escolha de ter Emma como a personagem principal numa série de manga shonen, era maioritariamente devido ao seu grande interesse em explorar a oposição mãe-filha invés de uma oposição mãe-filho. Ele adicionou que, como uma rapariga, Emma tinha a escolha de se tornar a "mãe" ou tentar fugir, e para Shirai isso era mais interessante em termos do enredo.
Shirai criou uma base de desenhos com imagens e expressões de cada personagem e a artista do manga, Posuka Demizu, refinou as suas características e atitudes. Demizu alternou entre dois estilos de desenho para crianças e demónios. Ela gostou de desenhar ambos, pois as crianças lembravam-na do período em que fazia ilustrações e os demónios vieram do seu gosto pessoal de "tudo que é fantástico e assustador". Demizu também fez os monstros para os vídeo-jogos.
Segundo Shirai, eles começaram a imaginar o design dos demónios e novas personagens cedo, para terem tempo para pensar bem e não se apressarem pelo ritmo da publicação semanal. Demizu, no entanto, teve as personagens prontas em um ou dois dias, como Shirai mencionou como exemplo que o design do cavalo de Sonju foi criado, produzido e validado num só dia. Shirai deu ênfase ao facto de ele raramente ter visto alguém tão rápido e confiante como Demizu.

## Personagens principais
Emma (エマ, Ema)
Voz de: Sumire Morohoshi (japonês)
Interpretado por: Minami Hamabe
Artigo principal: Emma (Yakusoku no Neverland)
Emma é uma rapariga de 11 anos. Ela é uma das orfãs mais velhas a viver em Grace Field. Ela tem uma personalidade muito mais otimista e positiva do que Norman e Ray. Além disso, ela frequentemente obtinha pontuações completas de 300 pontos nos seus testes diários e o seu atletismo é elevado, mas ela quer manter o seu desempenho. O seu cabelo é curto e laranja, com dois fios de cabelo a voar do topo da sua cabeça. Ela costuma ser idealista, e procura fazer do impossível, possível. Ela também ama a sua família mais que tudo. Emma é especialmente adorada na casa, onde ela brinca e cuida das crianças mais novas. Depois de aprender a verdade, ela juntou-se aos seus irmãos e irmãs para escapar da casa com outras quatorze crianças.
Ray (レイ, Rei)
Voz de: Mariya Ise (japonês)
Interpretado por: Kairi Jyo
Artigo principal: Ray (Yakusoku no Neverland)
Ray tem onze anos e vive em Grace Field. Ele é uma pessoa pragmática, normalmente obtém pontuações completas nos seus testes diários no orfanato, e é um leitor experiente. Foi-lhe contado por Emma e Norman sobre o plano de escapar da casa, mas de facto, ele sabia sobre a verdade e a identidade da casa desde uma tenra idade. Da mesma forma, ele estava secretamente a trabalhar como espião para a sua mãe, Isabella. Não só isso, mas ele tinha um acordo como ela como colaborador, dando-lhe as informações mais recentes sobre a família. Mas ele exigia uma recompensa por cada tarefa que ele fazia, para preparar uma estratégia na sombra. De facto, ele não gosta de estudar ou ler, mas ele perseverou em estudar e ler para puder maximizar o seu valor, para ser a mercadoria especial da cada. Inicialmente, ele desiste das crianças pequenas e insiste que só os mais velhos devem escapar, mas como Emma não queria deixar ninguém para trás, ele foi convencido e cooperou. No entanto, quando eles têm sucesso a escapar da casa, ele prometo proteger a sua família no futuro. Ele é o filho biológico de Isabella, ela soube que Ray era o seu filho quando ele sempre cantava a música de Leslie que ele ouviu quando estava no seu útero. 
Norman (ノーマン, Nōrman)
Voz de: Maaya Uchida (japonês)
Interpretado por: Rihito Itagaki
Artigo principal: Norman (Yakusoku no Neverland)
Norman é um dos órfãos mais velhos em Grace Field, ele tem 11 anos. Os seus testes têm sempre a pontuação completa. Ele visou em escapar da casa em cooperação com Emma e Ray. Ele tinha uma personalidade gentil, concordando com o plano de Emma de escapar com toda a gente, mesmo quando ele achou que seria quase impossível. Além disso, ele é o mais racional de entre as crianças e excelente a regatear psicologicamente. De repente, foi decidido que ele seria enviado do orfanato antes do seu 12º aniversário. Emma e os outros pensaram que ele tinha morrido, mas quando Norman foi enviado, Peter Ratri apareceu como o seu pai adotivo, e foi enviado para uma nova plantação chamada Lambda Λ7214 para ser comido pela rainha. Ele também viveu com outras crianças comestíveis numa grande árvore em que se dizia terem vivido demónios, e usou o nome Minerva para guiar Emma e os outros para ele.

## Casa Grace Field
Isabella (イザベラ, Izabera)
Voz de: Yūko Kaida (japonês)
Interpretada por: Keiko Kitagawa
Conhecida pelas crianças do orfanato como "Mãe", Isabella é uma mulher de 31 anos que cuida de toda a gente. Ela tem pele clara, olhos roxos, e cabelo castanho escuro longo apertado num coque baixo. Isabella nasceu e foi criada em Grace Field onde ela viveu uma vida feliz até a sua paixoneta, Leslie, ser mandado embora, o que lhe trouxe uma mágoa intensa. Depois da partida de Leslie, Isabella descobre que algo de errado se passa no orfanato quando ela tentou fugir, e descobriu que o "orfanato" estava rodeado por um precipício inacabável. A sua "mãe", Sarah, convenceu-a que escapar seria impossível e que a melhor vida que ela podia imaginar era tornar-se numa "mãe" para as outras crianças do orfanato. Quando Isabella foi mandada embora com 12 anos, ela presumivelmente descobriu toda a verdade e começou o seu treino para se tornar numa "mãe" na sede de Grace Field e foi eventualmente colocada à frente da Central 3. Embora parecendo extremamente amável e querida com as crianças, ela na verdade é manipuladora, astuta, e mostra-se, à primeira vista, completamente desligado do seu trágico destino. Mais tarde é revelado que ela é a mãe biológica de Ray, e por pensar que escapar é impossível, ela tenta dar a todas as crianças a vida mais feliz possível antes de que sejam mandadas embora. Ela é mantida viva depois da escapada das crianças devido às suas qualificações e poder mental e é-lhe oferecida a posição de Avó, sendo que a anterior foi culpada pela escapada. Ela fica com a posição, mas apenas para ajudar as crianças quando elas inevitavelmente voltarem para resgatar os seus irmãos mais novos.
Krone (クローネ, Kurōne)
Voz de: Nao Fujita (japonês)
Interpretada por: Naomi Watanabe
Conhecida pelas crianças como "Irmã Krone", Krone é uma mulher de 26 anos que foi apresentada de repente para ajudar Isabella a gerir o orfanato e com o objetivo de se tornar uma mãe. Ela é alta, musculada, e intimidadora. Ela tem cabelo curto preto e volumoso com olhos castanhos, lábios carnudos, e pele escura. Enquanto a posição atual de Krone lhe dá uma boa vida, ela procura usurpar-se da sua posição e tornar-se na próxima "Mãe" em Grace Field. Como Isabella, ela nasceu e foi criada em Grace Field, e é extremamente astuta, manipuladora no interior, enquanto sendo querida e calorosa no exterior. A única diferença entre Krone e Isabella é a sua agressividade intensa, que combina com o seu exterior grande e intimidador. Originalmente querendo causar um escândalo para ajudar as crianças a escapar e culpar Isabella, ela vaza informação a Norman e Emma várias vezes, mas acaba por ser morta por Isabella e a "Avó", que estavam em conluio. Antes de morrer, ela deixou a Norman a Caneta Prometida de um aliado chamado William Minerva como uma prova do seu último esforço antes de morrer.
Don (ドン, Don)
Voz de: Shinei Ueki (japonês)
Interpretado por: Soma Santoki
Don é um rapaz de 10 anos que vive em Grace Field. Ele tem pele escura, olhos pretos, cabelo preto curto despenteado, e é de estatura alta. Don é barulhento, falador, e divertido. Ele é também algo competitivo e importa-se profundamente com a sua família. Ele e Gilda são os dois primeiros miúdos que Emma, Ray, e Norman recrutam para planear a escapada. Ele escapou da casa junto com o resto dos seus irmãos que tinham mais de 5 anos.
Gilda (ギルダ, Giruda)
Voz de: Lynn (japonês)
Interpretada por: Miyu Ando
Gilda é uma rapariga de 10 anos que vive em Grace Field. Ela tem olhos castanhos, cabelo cor de azeitona liso e curto, e usa óculos redondos. Gilda é conhecida por ser calma, quieta, e tímida, mas também observadora. Ela tem uma visão intuitiva e toma decisões lógicas. Junto com Emma, Gilda ajuda a cuidar das crianças mais novas e dos bebés da casa. Ela escapou da casa com o resto dos seus irmãos com mais de 5 anos.
Nat (ナット, Natto)
Voz de: Shizuka Ishigami (japonês)
Interpretado por: Fuga Shibazaki
Nat é um rapaz de 9 anos que vive em Grace Field. Ele tem cabelo castanho curto, olhos castanho-avermelhado, olhos castanhos. Nat é jovial e um pouco narcisista, gostando de tocar músicas para os seus irmãos no piano. Ele é por vezes um pouco covarde. Ele escapou da casa com o resto dos seus irmãos com mais de 5 anos.
Anna (アンナ, An'na)
Voz de: Ai Kayano (japonês)
Interpretada por: Leilani Akimoto
Anna é uma rapariga de 9 anos que vive em Grace Field. Ela tem olhos azuis e cabelo loiro liso em duas tranças. Anna é gentil e brilhante que ama a sua família. Apesar da sua natureza quieta, ela tem força de vontade e é bondosa para toda a gente. Ela escapou da casa com o resto dos seus irmãos com mais de 5 anos.
Lannion (ラニオン, Ranion)
Voz de: Yūko Mori (japonês)
Interpretado por: Kousei Kimura
Lannion é um rapaz de 7 anos que vive em Grace Field. Falta-lhe um dente e tem olhos azuis, sardas, e cabelo loiro curto. Lannion é o melhor amigo de Thoma e juntos ele gostam de fazer partidas e travessuras. Ele escapou da casa com o resto dos seus irmãos com mais de 5 anos.
Thoma (トーマ, Tōma)
Voz de: Mari Hino (japonês)
Interpretado por: Motota Mizoguchi
Thoma é um rapaz de 7 anos que vive em Grace Field. Falta-lhe um dente e tem olhos cinzentos e cabelo preto curto. Thoma é o melhor amigo de Lannion e ambos gostam de partidas e travessuras. Ele escapou da casa com o resto dos seus irmãos com mais de 5 anos.
Conny (コニー, Konī)
Voz de: Ari Ozawa (japonês)
Interpretada por: Asada Halo
Conny era uma rapariga de 6 anos que residia em Grace Field. Ela tinha olhos azuis e cabelo loiro em totós. Ela era próxima de Don e era conhecida por andar sempre com o seu peluche favorito, Little Bunny (Pequeno Coelhinho). Ela foi mandada embora em outubro de 2045, o corpo de Conny foi descoberto por Norman e Emma, fazendo-os perceber a verdade sobre o orfanato.
Dominic (ドミニク, Dominiku)
Voz de: Mari Hino (japonês)
Interpretado por: Adinan
Dominic é um rapaz de 6 anos que vive em Grace Field. Ele tem a pele bronzeada, cabelo branco curto, e olhos castanhos. Dominic é um rapaz ativo que escapou da casa junto com os seus irmãos com mais de 5 anos.
Yvette (イベット, Ibetto)
Voz de: Nao Shiraki (japonês)
Interpretada por: Girard Sara
Yvette é uma rapariga de 5 anos que vive em Grace Field. Ela tem cabelo preto longo e olhos castanhos. Yvette é uma artista que escapou da casa junto com o resto dos seus irmãos com mais de 5 anos.
Chris (クリス, Kurisu) / Christie (クリスティー, Kurisutī)
Voz de: Hiyori Kono (japonês)
Interpretado por: Rupert Palmer
Chris, também chamado de "Christie", é um rapaz de 5 anos que vive em Grace Field. Ele tem cabelo azul escuro e olhos azuis. Chris está cheio de curiosidade e escapou da casa junto com os seus irmãos com mais de 5 anos. Chris passa a maioria da segunda metade da história num coma devido a ser atingido na cabeça por Andrew e a sua equipa quando eles invadiram o abrigo.
Mark (マルク, Maruku)
Voz de: Yoshino Aoyama (japonês)
Interpretado por: Kit Furuhashi
Mark é um rapaz de 5 anos que vive em Grace Field. Ele é um pouco acima do peso e tem cabelo castanho curto e olhos azuis. Mark adora comer e escapou da casa junto com os seus irmãos com mais de 5 anos.
Jemima (ジェミマ, Jemima)
Voz de: Erisa Kuon (japonês)
Interpretada: Ariana
Jemima é uma rapariga de 5 anos que vive em Grace Field. Ela tem a pele escura, olhos castanhos, e cabelo castanho escuro. Jemima é uma atiradora diligente que escapou da casa junto com o resto dos seus irmãos com mais de 5 anos.
Alicia (アリシア, Arishia)
Voz de: Yoshino Aoyama (japonês)
Interpretada por: Misora Shimura
Alicia é uma rapariga de 5 anos que vive em Grace Field. Ela tem cabelo loiro e olhos castanho claro. Alicia é uma maria-rapaz que escapou da casa junto com o resto dos seus irmãos com mais de 5 anos.
Rossi (ロッシ一, Rosshi)
Voz de: Coco Hayashi (japonês)
Rossi é um rapaz de 5 anos que vive em Grace Field. Ele tem a pele clara, cabelo branco curto, e pequenos olhos verdes. Rossi é um rapaz delicado, cuidadoso, e prudente que escapou da casa junto com o resto dos seus irmãos com mais de 5 anos.
Phil (フィル, Firu)
Voz de: Hiyori Kono (japonês)
Interpretado por: Yurito Mori
Phil é um rapaz de 4 anos que é considerado o mais inteligente de todas as crianças de 4 anos em Grace Field. Ele tem pele bronzeada, cabelo preto curto, e grandes olhos azuis. Ele é altamente observador e percebeu a verdade por detrás do orfanato simplesmente estudando as palavras e os comportamentos das outras personagens. No entanto, não disse nada no caso da sua hipótese estar errada. Ele lidera todas as crianças com 4 e menos anos para ficaram no orfanato, enquanto todas as crianças com 5 e mais anos escapam.
Sherry (シェリー, Sherī) / Shelly (シェリー, Sherī)
Voz de: Erisa Kuon (japonês)
Interpretada por:: Shizuku Ota
Sherry, também chamada de "Shelly", é uma rapariga de 4 anos a viver em Grace Field. Ela tem pele clara, sardas, olhos azuis e cabelo laranja claro. Sherry é uma rapariga na moda que adora o Norman e é próxima do Phil. Ela foi deixada para trás com as crianças mais novas de Grace Field, enquanto que as crianças com maiss de 5 anos escaparam.
Marnya (マーニャ, Mānya)
Voz de: Erisa Kuon
Interpretada por: Sayuki Miyajima
Marnya é uma rapariga de 4 anos a viver em Grace Field. Ela tem olhos castanhos e cabelo castanho claro em totós. Marnya adora a sua "Mãe", Isabella. Ela foi deixada para trás com as crianças mais novas de Grace Field, enquanto que as crianças com mais de 5 anos escaparam.
Naila (ナイラ, Naira)
Voz de: Yūko Mori (japonês)
Interpretada por: Domerichi Eden Kina
Naila é uma rapariga de 4 anos a viver em Grace Field. Ela tem olhos castanhos e cabelo loiro escuro. Naila vai ao seu próprio ritmo e é boa amiga de Mark. Ela foi deixada para trás com as crianças mais novas de Grace Field, enquanto que as crianças com mais de 5 anos escaparam.
Hans (ハンス, Hanzu)
Interpretado por: Touma H
Hans é um rapaz de 4 anos a viver em Grace Field. Ele tem cabelo castanho claro com uma cara quadrada, um nariz arrebitado, e olhos inclinados. Hans é um rapaz alegre que foi deixado para trás com as crianças mais novas de Grace Field, enquanto que as crianças com mais de 5 anos escaparam.
Jasper (ジャスパー, Jasupā)
Interpretado por: Haruka Sato
Jasper é um rapaz de 4 anos a viver em Grace Field. Ele tem cabelo loiro curto e olhos verdes claro. Jasper é sonolento e foi deixado para trás com as crianças mais novas de Grace Field, enquanto que as crianças com mais de 5 anos escaparam.
Dahlia (ダリア, Daria)
Dahlia é uma rapariga de 3 anos a viver em Grace Field. Ela tem olhos verdes e cabelo castanho-avermelhado numa trança. Dahlia é uma rapariga alegre que estima a sua família. Ela foi deixada para trás com as crianças mais novas de Grace Field, enquanto que as crianças com mais de 5 anos escaparam.
Vivian (ニーナ, Bibian)
Voz de: Erika Harlacher
Interpretada por: Dahlia N
Vivian é uma rapariga de 3 anos a viver em Grace Field. Ela tem cabelo castanho curto e olhos pequenos cruzados verdes. Vivian é uma rapariga calma que foi deixada para trás com as crianças mais novas de Grace Field, enquanto que as crianças com mais de 5 anos escaparam.
Chamberlain (チェンバレン, Chenbaren)
Voz de: Nao Shiraki (japones)
Interpretada por: Nbaiare
Chamberlain é um rapaz de 3 anos a viver em Grace Field. Ele tem pele escura, olhos preto ovais e cabelo curto aos caracóis. Chamberlain tem momentos de astúcia. Ele foi deixado para trás com as crianças mais novas de Grace Field, enquanto que as crianças com mais de 5 anos escaparam.
Eugene (エゥゲン, Eugen)
Voz de: Coco Hayashi (japonês)
Eugene é um rapaz de 3 anos a viver em Grace Field. Ele tem cabelo castanho curto com uma franja que lhe tapa os olhos. Eugene é um rapaz atencioso que foi deixado para trás com as crianças mais novas de Grace Field, enquanto que as crianças com mais de 5 anos escaparam.
Tom (トム, Tomu)
Voz de: Erisa Kuon
Interpretado por: Ishizuka Rikuto
Tom é um rapaz de 3 anos a viver em Grace Field. Ele tem cabelo castanho claro e olhos inclinados. Tom é um rapaz despreocupada que